# 한국의 결혼
한국의 결혼은 다른 사회에서 결혼에 대한 많은 관행과 기대를 반영하고 있으며, 따라서 끊임없이 변화하고 있다.

## 자격 및 금지 사항
한국의 결혼은 현재 동성결혼이 인정받지 못함에 따라 이성간의 결합으로 제한되고 있다. 현행 민법(가족법)상으로는 성별의 구분 없이 만 18세 이상의 미성년자는 부모나 보호자의 동의를 얻어 결혼할 수 있다. 그렇지 않으면 한국의 결혼 승낙 연령은 한국 나이로 6세(만 나이로는 5세)이다. 이러한 나이 제한은 음력 기준 연령을 가리키는데, 음력 기준 연령은 한 사람의 양력 나이보다 1~2년 더 큰 경향이 있다. 우리나라도 혼인신고를 하지 않았지만 혼인관계가 결혼과 유사하다는 사실을 공개적으로 알린 부부, 공개결혼식을 올린 부부, 결혼인 것처럼 동거해 온 부부들의 이른바 '사실혼'을 인정하고 있다.

### 같은 조상의 씨족 내의 혼인
2005년 이전에는 같은 씨족인 두 사람의 결혼이 한국 근친상간 금기사항을 위반했고, 동성간의 결혼은 사회적으로 금지되었다. 1990년대 중반 현재, 남한 인구의 55%가 김, 박, 이, 최, 중 5개 성 중 하나를 공유하고 있으며, 남한 인구의 40%가 김해 김씨, 전주 이씨, 밀양 박씨 3개 성 중 한 성으로 회원을 두고 있다. 이 성문화된 금령은 조선 후기의 당나라에서도 이와 유사한 금기로부터 비롯된 것으로, 통치와 사회질서의 유교적 이상을 실현하기 위해 노력하였다

## 전통혼례
- 식전

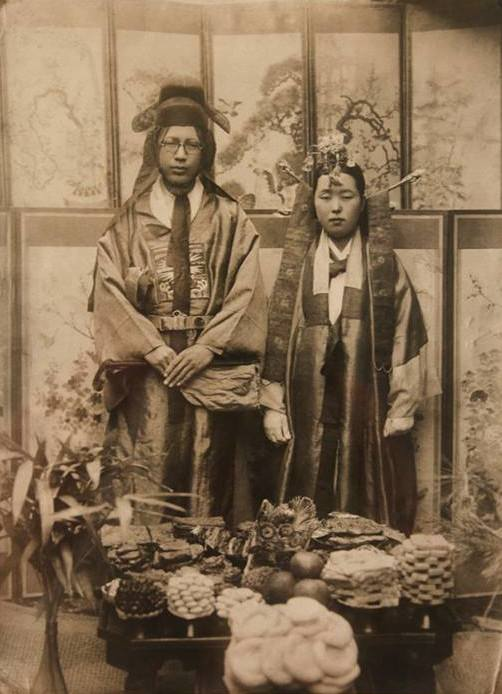
한국의 전통 혼례

한국의 전통 혼례는 전통적인 유교적 가치를 중심으로 이루어진다. 결혼 준비에서부터 결혼식과 축하행사에 이르기까지 결혼식의 모든 측면은 그들과 함께 가기 위한 중요하고 정교한 단계를 가지고 있었다. 많은 전통문화와 같이 한국의 전통문화에서, 남자와 여자의 결혼은 신랑신부의 장로들에 의해 결정되었다. 유교에서처럼 가족을 중시하고 가족의 풍습이 무엇보다 우선시된다. 결혼은 한 사람의 인생에서 가장 중요한 통로로 여겨진다. 이것은 두 개인뿐만 아니라 두 가족의 결합이다. 게다가, 결혼은, 특히 엘리트 가정에서, 사회적 지위를 발전시키고/또는 유지하는 방법이었다. 이러한 이유로, 실제 결혼 의식을 치르기까지 상당한 시간이 준비에 소요되었다. 첫 단계는 의혼, 즉 '중매'라고 하는데, 이때 신랑 신부가 모두 결혼 가능성에 대해 논의한다. 사회적 지위, 성격, 외모, 학업 및 농업(산업) 업적, 점쟁이가 예측한 물질적 조화 등 다양한 요소를 고려한다.일반적으로 의혼은 신랑 측에서 청혼서를 보내고 신부 측에서 이 결혼을 허락하는 답신을 보낼 때 결정된다. 일단 신부의 응답이 신랑에게 되돌아오면, 신랑은 동의하면, 결혼식 날짜를 잡는다. 이 두 번째 단계를 '날짜 설정'이라고 한다. 신랑년, 월, 일, 시(음력으로는 사주)는 종이에 적어서 대나무 가지에 싸서 빨강과 파랑 실로 묶는다. 마지막으로, 그 소포는 빨간색과 파란색 천으로 싸여 신부 가족에게 보내진다. 신랑의 생년월일은 사주를 기준으로 날짜를 정하는 점쟁이에게 보내진다. 그 날짜는 신랑에게 다시 보내진다. 예식 전래의 마지막 단계는 납래, 즉 귀중품을 교환하는 것이다. 날짜가 정해지면 신랑은 신랑에게 함이라고 알려진 상자를 보낸다. 함에는 일반적으로 세 가지 항목이 있다. 한서, 채단, 혼수. 세 가지 중에서 가장 중요한 것은 한서, 즉 결혼 서류이다. 이것은 신부가 오직 한 남편만을 결혼시키기 위해 바치는 것이다. 아내는 이 서류를 영원히 간직할 것으로 기대되고, 죽자 그 서류는 아내와 함께 묻힌다. 채단은 옷을 만드는 데 사용되는 빨강과 파랑의 한 세트이다. 빨강과 파랑은 음양 철학을 대표하는 것이다. 마지막으로 혼수(Honsu)는 신부 가족에게 주는 다양한 선물이다. 여기에는 생활용품, 보석, 옷 등이 포함될 수 있다.
- 결혼식

고대에는 혼례(혼례)가 신부의 마당이나 집에서 열렸다. 신랑은 말을 타고 신부집으로 이동했고 결혼식이 끝난 뒤 아내를 가랑비(세단의자)를 타고 친정집으로 데려가 살림을 꾸렸다. 신랑과 신부는 결혼식에 정식 궁중의상을 입었다. 보통 사람들은 결혼식 날에만 그 호화로운 옷을 입을 수 있었다. 손등은 결혼식 전날 밤에 신랑의 집에서 신부의 집으로 가는 길을 밝히기 위해 사용된다. 전통적으로, 신랑의 가족은 신부 가족을 위한 선물들로 가득 찬 결혼 상자를 가지고 다녔다. 결혼 거위는 길고 행복한 결혼의 상징이다. 두루미는 장수의 상징이며 여성의 띠에 나타날 수 있다. 결혼 오리라고 불리는 나무 원앙 오리 조각은 평화, 충실, 그리고 풍부한 자손을 상징하기 때문에 전통적인 결혼식에서 종종 사용된다.
- 복장

한복 저고리

여성의 복장은 저고리(긴 소매의 짧은 재킷)로 두 개의 긴 리본을 묶어 옷고름을 형성하고 있다.치마는 허리까지 오는 긴 치마를 입고 있다. 비단으로 만든 배 모양의 신발은 흰 면양말을 신고 있다. 신부의 복장은 상징이나 꽃이 그려진 흰색 띠를 포함할 수 있다. 헤드피스 또는 크라운도 착용할 수 있다. 노리개는 수세기 동안 모든 계층의 한국 여성들이 입었던 한복 장식이다. 그것은 치마나 재킷의 리본에 묶여 있다. 꼭대기의 매듭은 매읍이라고 불린다. 저고리와 바지, 외투를 입었다. 저고리는 소매가 헐렁하고 바지는 널찍하며 발목에 끈으로 묶인다. 셔츠 위에 조끼를 걸칠 수 있다. 검은 모자를 쓸 수 있다. 남자들의 결혼 의상은 신랑을 위한 관복으로도 알려져 있다.

## 현대식 결혼식

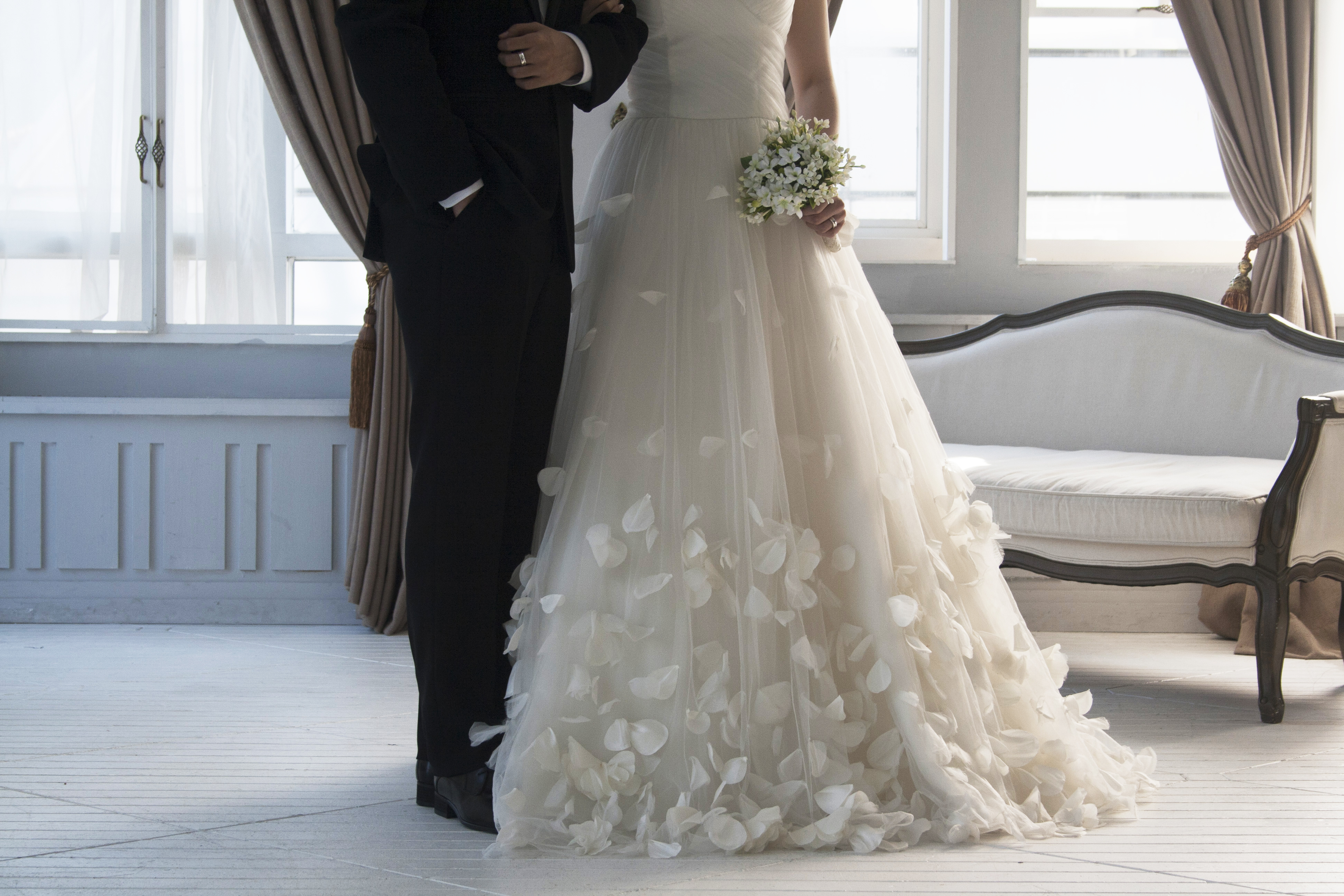
현대식 결혼식

대도시에서의 결혼식은, 고급 호텔들이 결혼식에서 특별히 사용되는 '웨딩 홀'이나 무도장을 갖게 될 것이다. 이 방들은 결혼식을 모티브로 꾸며져 있으며 부부에게 임대되어 있다. 다른 예식장들은 여러 개의 다른 결혼식들을 동시에 수용할 수 있는 독립된 시설들이다. 오늘날, 많은 커플들이 처음에는 턱시도 복장과 하얀 웨딩드레스를 입고 좀더 '서양화된' 결혼식을 한 후 본 의식이 끝난 후 소규모의 전통 한국 결혼식을 진행할 것이다.

### 결혼식 전 연습
한국 결혼식에는 다양한 교류가 중요하다: 신랑과 신랑 사이의 의복과 보석 선물; 신부의 가족이 신랑의 중요한 친척에게 주는 선물/현금 (예단: 신랑의 가족은 신부에게 목록을 제공하거나 현금 선물을 줄 수 있다. 예단에는 가구도 포함되어 있다. 보통 신랑은 집을 준비하고, 신부는 가재를 준비하기 때문이다. ; 신랑의 친척이 신부에게 주는 현금 선물은 신부가 결혼식을 준비하기 위한 돈을 의미한다. 예전에는 견직물이었고 그 이상이었지만 지금은 예단으로부터 50% 더 적은 돈을 돌려주고 있다.) 마지막으로 신혼여행에서 돌아온 후 두 가족 간의 음식과 와인을 교환한다. 부부와 가족의 사정에 따라 돈과 선물이 달라진다.

### 예식장
호텔 무도장이나 교회는 다른 기능들에 필요한 유연성을 유지해야 하는 반면에, 독립적인 결혼식장은 결혼식에 엄격하게 집중할 수 있고 심지어 특정한 주제들에 맞출 수도 있다. 고급 호텔에서의 결혼식은 1980년에 정부에 의해 금지되었고, 1994년에 부분적으로 허용되었고, 1999년에 완전히 허용되었다
바쁜 결혼식 상황에서, 격식은 일반적으로 서양 기준에 비해 느긋하다. 한 층에는 20분 이상 걸리지 않을 수 있는 식전이나 식후에 각기 다른 결혼식 하객들이 식사를 하러 오는 뷔페 홀이 있을 수 있다. 신혼부부에게 가장 많이 주는 선물은 현금이며, 웨딩살롱 밖 홀에서는 부부 가족 대표들이 기부금을 모아 통장 등을 할 예정이다.
하객들 앞에서 열리는 공식행사는 가족단위의 공식행사로 페백이 이어진다. 신부는 결혼식이 끝난 후 정식으로 새 시부모를 맞이한다. 게다가, 신랑은 종종 그의 어머니와 아내에 대한 그의 의무를 받아들이는 것을 상징하면서 신부와 신랑의 어머니를 업어준다.

### 결혼 피로연
현대 한국의 결혼 피로연이나 피로연은 전통문화와 서양문화가 혼합되어 있을 수 있다. 전통 혼례 축제에서 손님들은 불고기, 갈비, 다양한 김치를 찾을 것으로 예상한다. 찍어 먹을 수 있는 소스 그릇이 많이 있을 것이다.
식사는 항상 김밥 뿐 아니라 밥, 달걀, 시금치, 게살, 단무지 등의 재료를 김에 말아 1인치 크기로 썬다. 만두, 양배추, 당근, 고기, 시금치, 마늘, 양파, 부추, 맑은 국수를 채운 만두. 이 만두들은 튀겨지거나 쪄질 수 있다. 국물은 김치 종류나 떡국, 된장찌개 등이 제공된다.

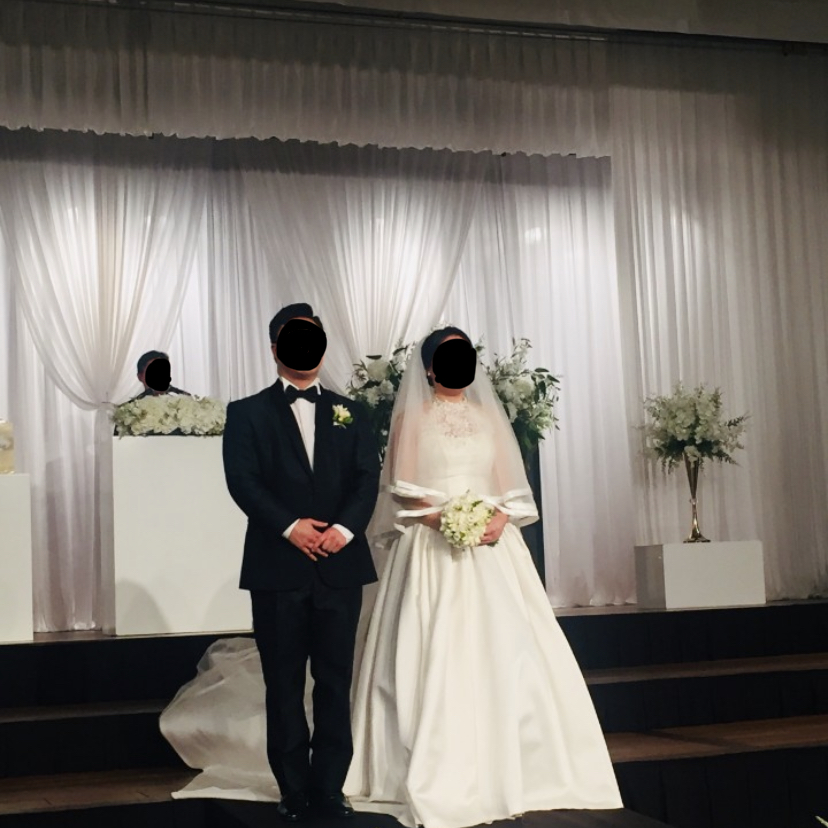

또한 마른 멸치에서 끓인 가벼운 육수와 마른 시금치, 잘게 썬 무, 김으로 만든 야채 수프도 인기가 있다. 떡은 때때로 향긋한 쑥잎으로 장식하거나, 콩, 보리, 기장 밀가루로 먼지를 뿌리는 등 맛있는 제사음식으로 선보이기도 한다. 후식으로 한국 배와 페이스트리와 같은 다양한 과일들이 제공될 것이다. 숟가락과 젓가락은 먹는 데 사용된다.

## 현재 관행
2009년 기준으로, 통계청에 따르면, 평균 초혼 연령은 남성이 31.6세, 여성이 28.7세이다. 많은  결혼에서, 남성은 여성보다 나이가 많다. 이 나이 차이는 대개 의도적인 것이다. 2013년에는 1인당 평균 결혼식 비용이 5천만 원을 넘어섰다.

### 한국인과 비한국인의 결혼
최근 몇 년 동안 한국의 혼혼 건수는 여러 가지 요인들 때문에 상당히 증가했는데, 그 중 한국인들의 해외 유학이나 여행의 수가 많고, 남성이 여성들보다 훨씬 많은 농촌에 사는 비율이다. 세계가 인터넷의 발달과 상호 연결됨에 따라, 데이트 네트워크 사이트나 소셜 네트워크 사이트는 커플들이 상호 교류할 수 있는 매체를 제공한다. 국제 결혼은 현재 한국에서 전체 결혼의 9% 이상을 차지하고 있다. 혼혼의 대부분은 한국 남성과 외국인 여성 사이의 것이지만, 특히 중국이나 일본 같은 이웃 아시아 국가들에서 온 남자와 결혼하는 한국 여성들도 많다. 한국의 전통에 따라 인종간 결혼은 드물었지만 최근에는 인종간 결혼이 늘어나고 있다. 한국 배우자의 성별과 경제적 능력에 따라 결혼의 상황이 달라지는 경향이 있다. 한국의 국제결혼은 2003년 이후 3배 증가했으며 2012년 외국인 아내의 수는 약 125,000명으로 한국 남성의 약 8%에 달했다. 2012년 우리나라 국적의 배우자는 모두 144681명이고, 부인은 1,25031명(74.8%), 외국인 남편은 1,650명(25.2%)이다. 인종간 결혼은 29762건으로 전체 결혼 건수의 약 9.0%를 차지한다. 한국인이 아닌 신부들의 국적은 베트남(34.3%), 중국(33.9%), 필리핀(9.3%)과 차이가 있다. 한국 남성과 결혼하는 중국 여성은 대부분 조선족이다 , 한국 여성과 결혼하는 중국 남성은 대부분 한족이며.이러한 현상에 대한 가장 일반적인 설명은 한국인 남편을 둔 서구 여성들도 증가하고 있지만 농촌에 사는 남성과 결혼할 의향이 있는 한국 여성들이 부족하다는 것이다.
| 통계표명:         |                          |                          |                          |                          |                          |                          |                          |                          |
|                   | 2012                     | 2013                     | 2014                     | 2015                     | 2016                     | 2017                     | 2018                     | 2019                     |
| 국제결혼 총건수   | 28,325                   | 25,963                   | 23,316                   | 21,274                   | 20,591                   | 20,835                   | 22,698                   | 23,643                   |
| 한국남자+외국여자 | 20,637                   | 18,307                   | 16,152                   | 14,677                   | 14,822                   | 14,869                   | 16,608                   | 17,687                   |
| - 중국            | 7,036                    | 6,058                    | 5,485                    | 4,545                    | 4,198                    | 3,880                    | 3,671                    | 3,649                    |
| - 베트남          | 6,586                    | 5,770                    | 4,743                    | 4,651                    | 5,377                    | 5,364                    | 6,338                    | 6,712                    |
| - 필리핀          | 2,216                    | 1,692                    | 1,130                    | 1,006                    | 864                      | 842                      | 852                      | 816                      |
| - 일본            | 1,309                    | 1,218                    | 1,345                    | 1,030                    | 838                      | 843                      | 987                      | 903                      |
| - 캄보디아        | 525                      | 735                      | 564                      | 524                      | 466                      | 480                      | 455                      | 432                      |
| - 태국            | 323                      | 291                      | 439                      | 543                      | 720                      | 1,017                    | 1,560                    | 2,050                    |
| - 미국            | 526                      | 637                      | 636                      | 577                      | 570                      | 541                      | 567                      | 597                      |
| - 기타            | 1,899                    | 1,640                    | 1,810                    | 1,801                    | 1,789                    | 1,902                    | 2,178                    | 2,528                    |
| 한국여자+외국남자 | 7,688                    | 7,656                    | 7,164                    | 6,597                    | 5,769                    | 5,966                    | 6,090                    | 5,956                    |
| - 일본            | 1,582                    | 1,366                    | 1,176                    | 808                      | 381                      | 311                      | 313                      | 265                      |
| - 중국            | 1,997                    | 1,727                    | 1,579                    | 1,434                    | 1,463                    | 1,523                    | 1,489                    | 1,407                    |
| - 미국            | 1,593                    | 1,755                    | 1,748                    | 1,612                    | 1,377                    | 1,392                    | 1,439                    | 1,468                    |
| - 캐나다          | 505                      | 475                      | 481                      | 465                      | 398                      | 436                      | 402                      | 363                      |
| - 호주            | 220                      | 308                      | 249                      | 254                      | 197                      | 203                      | 189                      | 178                      |
| - 기타            | 1,331                    | 1,572                    | 1,931                    | 2,024                    | 1,953                    | 2,101                    | 2,258                    | 2,275                    |
| 출처:             | 통계청(인구동태통계연보) | 통계청(인구동태통계연보) | 통계청(인구동태통계연보) | 통계청(인구동태통계연보) | 통계청(인구동태통계연보) | 통계청(인구동태통계연보) | 통계청(인구동태통계연보) | 통계청(인구동태통계연보) |

한국의 농촌 지역에는 여성 인구가 부족하기 때문에, 일부 남성들은 주로 베트남, 캄보디아와 같은 동남아시아 국가뿐만 아니라 중국, 네팔에서 온 우편 주문 신부와의 결혼을 성사시키기 위해 결혼 중개업자와 대리점에 의존하고 있다. 한국 남성과 외국인 여성 사이의 결혼은 종종 결혼 브로커나 국제 종교 단체에 의해 주선된다. 남자들은 결혼하기 위해 돈을 지불하고 한국에 도착하는 순간에 배우자를 만난다. 외국인 여성 코호트와 결혼한 한국 남성들에게 통계적으로 더 높은 수준의 빈곤과 이혼이 존재한다는 증거가 증가하고 있다.현재 한국인과 외국인 배우자 간의 이혼은 한국 전체 이혼율의 10%를 차지한다. 비록 이러한 결혼이 성공할 수는 있지만, 어떤 경우에는 이민 온 아내들이 한국 남편으로부터 오해를 받고 고립되거나, 한국 아내들이 외국인 남편에게 학대당하기도 한다.
언어와 문화적 차이가 문제가 되면서 많은 외국인 신부들이 문화적 차이로 고통 받고 있는데, 이것은 또한 그들의 자녀들의 사회적 통합에 영향을 미친다. 다문화가정을 뜻하는 '다문화'라 불리는 인종 간 결혼 가정의 자녀들이 한국 사회에 동화되려다 정체성 위기와 인종 학대에 직면한다. 외국 결혼 대행업체와 이들 기관의 신부들에 대한 부정적인 사회적 인식은 물론 한민족에 대한 극단적 순응까지 존재하기 때문에 이 아이들은 소속감 부족에 시달리며 고립감에서 학대를 느낀다.
정부는 미래 문제를 줄이기 위한 수단으로 여성부와 법무부의 협력을 통해 외국인 여성과 결혼하려는 남성들을 위한 프로그램을 마련하고 있다. 또한, 보건복지가족부는 전국적으로 건강한 가족 지원 센터를 통해 외국인 아내들이 한국 사회에 적응할 수 있도록 돕는 프로그램을 제공하고 있다.
대한민국의 다문화 가정 지원 센터는 여성가족부에서 운영하고 자금을 지원한다. 이들 센터의 목적과 목적은 다문화가정을 위한 가족교육, 상담, 문화서비스 제공, 이민여성 조기 정착 지원, 다문화가정이 안정적인 가정생활을 누릴 수 있도록 지원하는 것이다.지원센터는 지역 시·도와 협업하여 한국어 및 문화교육 서비스, 통역 및 통역 서비스, 육아 지원 서비스, 아동 교육 지원 서비스, 고용 및 벤처 지원 서비스 등 지역 여성들에게 기본적이지만 필요한 서비스를 제공하고 있다.

### 동성결혼
한국에서는 동성결혼이 법적으로 인정되지 않는다. 한국 주류 사회에서 동성애가 강하게 비판받고 있으며, 많은 한국인들은 동성애를 서구적 현상으로 간주하고 있다. 하지만 한국에서 동성결혼의 불법성에도 불구하고, 일부 동성애 커플들은 비합법적인 사적인 의식을 치르고 있다. 영화감독이자 제작자인 김조광수는 2013년 9월 게이 영화 배급사 레인보우 팩토리의 김승환 대표와 비공개 비법률적인 세리머니를 가졌다. 김조광수는 2013년 9월 7일 국내에서 처음으로 동성결혼을 인정하지 않는 영화배급사 데이비드 김승환(2004년 이후 동성동반자)과 함께 공개비합법 결혼식을 올렸다.